# Duke Worne

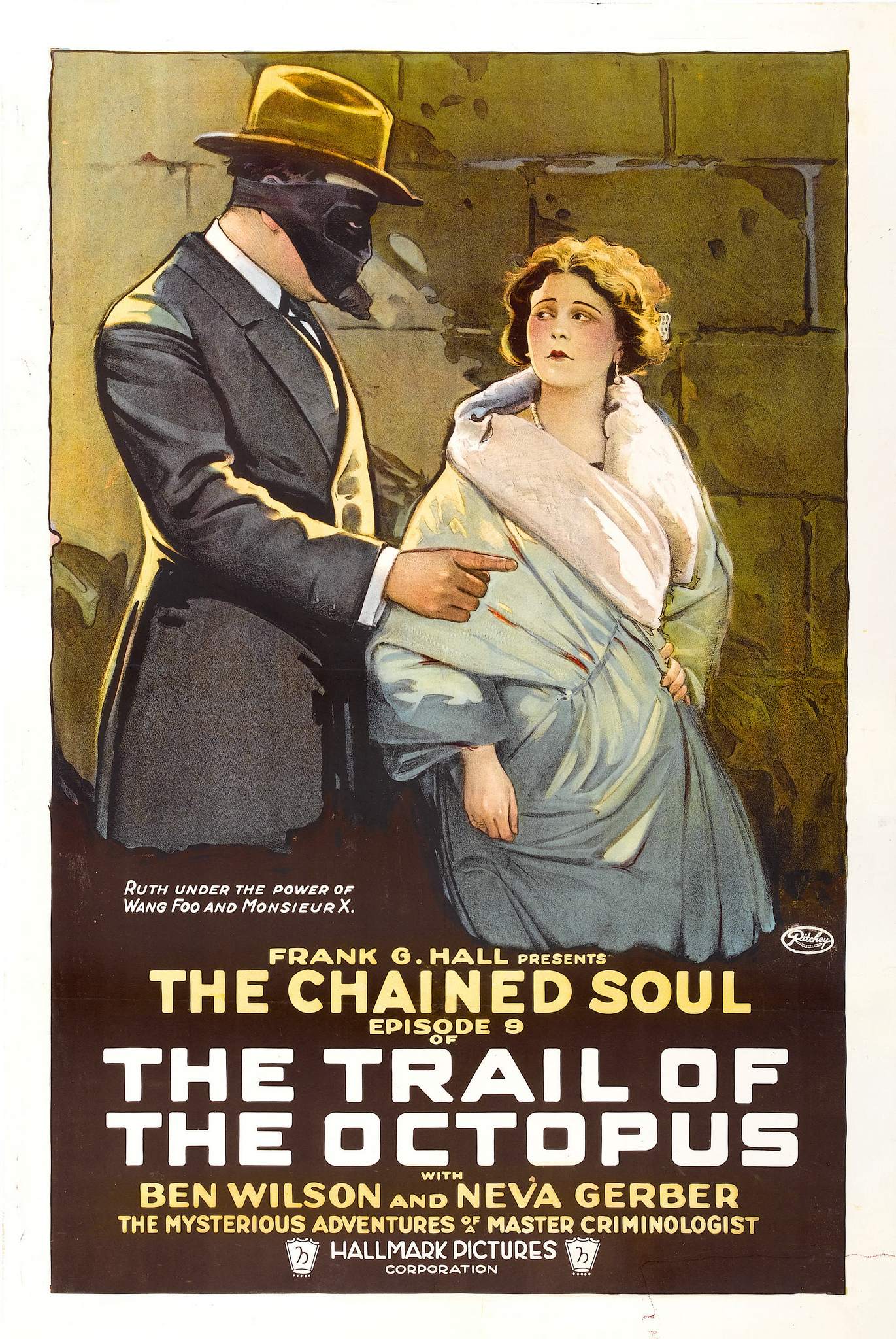
Póster del serial The Trail of the Octopus, dirigido por Worne

Duke Worne (14 de diciembre de 1888 – 13 de octubre de 1933) fue un director y actor cinematográfico de nacionalidad estadounidense, activo en la época del cine mudo. Dirigió un total de 74 producciones entre 1919 y 1931, actuando en 27 filmes rodados desde 1914 a 1928.

## Biografía
Su verdadero nombre era Howard Beasley Worne, y nació en Filadelfia, Pensilvania. Se inició en el cine actuando en el corto de 1914 The Barnstormers, producido por Powers Picture Plays.
Actuó en los primeros filmes dirigidos por John Ford, The Tornado, estreno de Ford como director, The Trail of Hate y The Scrapper, todos rodados en 1917. Worne actuó principalmente en seriales para Universal Pictures y Arrow Film Corporation, pasando posteriormente a dirigirlos. En 1919 realizó su primera cinta, el serial The Trail of the Octopus, producido por Hallmark Pictures Corporation.
Worne fue también productor cinematográfico, con una empresa propia, Duke Worne Productions, con la que produjo 16 filmes entre 1926 y 1928. Trabajó además para Rayart Pictures Corporation con el serial Scotty of the Scouts (1926), y para Beacon Productions con otro serial, The Flame Fighter (1925).
Su última actuación tuvo lugar en el serial The Chinatown Mystery, producido por Trem Carr Pictures en 1928, y su última tarea como director llegó en 1931 con The Last Ride.
Duke Worne falleció en 1933 en Los Ángeles, California, a los 44 años de edad. Fue enterrado en el Cementerio Hollywood Forever. Había estado casado con la actriz Virginia Brown Faire (1904 - 1980), la cual anteriormente estuvo casada con Jack Dougherty.

## Selección de su filmografía
- The Black Box (1915) (actor)
- Just Jim (1915) (actor)
- The Tornado (1917) (actor)
- The Trail of Hate (1917) (actor)
- The Scrapper (1917) (actor)
- The Mystery Ship (1917) (actor)
- The Craving (1918) (actor)
- The Trail of the Octopus (1919) (director)
- The Screaming Shadow (1920) (director)
- The Branded Four (1920) (director)
- The Mysterious Pearl (1921) (actor)
- The Blue Fox (1921) (director)
- Nan of the North (1922) (director)
- The Eagle's Talons (1923) (director)
- Secret Service Sanders (1925) (director)
- The Flame Fighter (1925) (productor)
- Trooper 77 (1926) (director y actor)
- Scotty of the Scouts (1926) (director y productor)
- Fighting For Fame (1927) (director)
- The Chinatown Mystery (1928) (actor)
- The Devil's Chaplain (1929) (director)
- Anne Against the World (1929) (director)